# Hydraena catherinae
Hydraena catherinae är en skalbaggsart som beskrevs av Bameul och Manfred A. Jäch 2001. Hydraena catherinae ingår i släktet Hydraena och familjen vattenbrynsbaggar. Inga underarter finns listade i Catalogue of Life.